# Яловець віргінський
Ялівець віргінський (Juniperus virginiana L.) — дерево родини кипарисових (Cupressaceae).

## Поширення
У природних умовах росте на сході Північної Америки, від Канади до Флориди. В Україні найстаріша посадка віргінського ялівцю знаходиться на Запоріжжі.

## Морфологічна характеристика

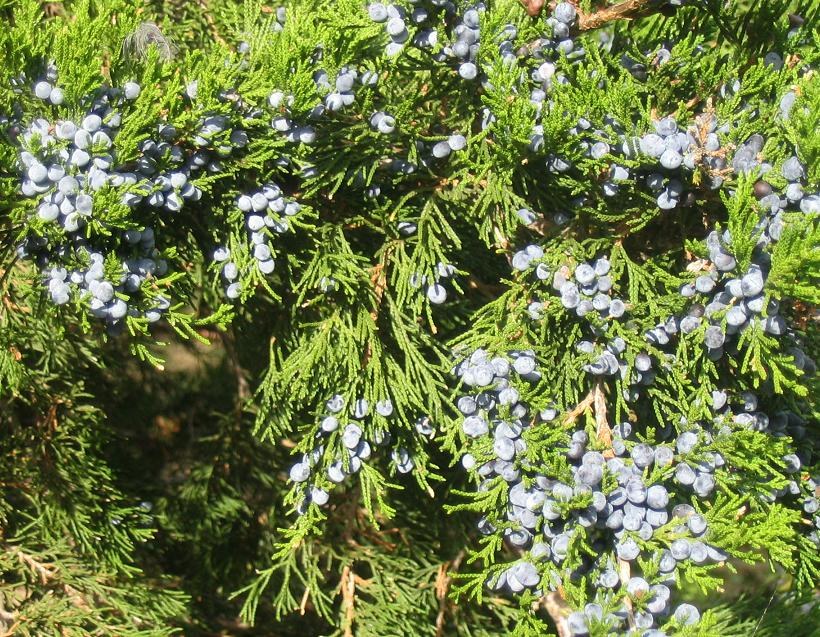
Яліве́ць віргі́нський: хвоя та стиглі шишкоягоди

Однодомна, рідше дводомна вічнозелена хвойна рослина до 30 м у висоту, при діаметрі стовбура 150 см. Росте повільно.  Крона компактна, колоноподібна, густа, пізніше стає овальною, розлогою або широкопірамідальною. Кора бурого або сірого кольору, відшаровується м'якими поздовжніми смугами. Пагони численні, неясно-чотиригранні.  Молоді пагони зелені, тонкі.
Коренева система стрижнева з добре розвиненими бічними коріннями.
Ювенільна хвоя до 12 см в довжину, шилоподібна, зростає попарно, рідше в мутовках по 3 штуки, тонкозагостренна, сіро-зеленого кольору з білими смужками, знизу зелена.  Пізніше хвоя стає лускоподібною — коротко притиснута, розташована супротивно, попарно в 4 ряди, ромбічної форми, загострена, зеленого або сизо-зеленого кольору, взимку набуває бурого кольору.  На верхівках пагонів у дорослих рослин часто зустрічаються невеликі пучки ювенільного листя.
Шишкоягоди 0,6 см в діаметрі, різної форми, найчастіше яйцеподібної форми, темно-пурпурового кольору з сизо-білим восковим нальотом, майже сидячі, численні, містять 1-3 (рідше 4) насіння. Насіння зріють на перший рік після запилення.  Шишкоягоди з'являються в жовтні  на перший рік і довго зберігаються на гілках. 

## Використання
Декоративна рослина. Культивують в садах і парках майже по всій Україні.
Має цінну деревину, яка використовується, зокрема, для виготовлення олівців. Тому ялівець віргінський ще називають «олівцевим деревом».

## Хвороби

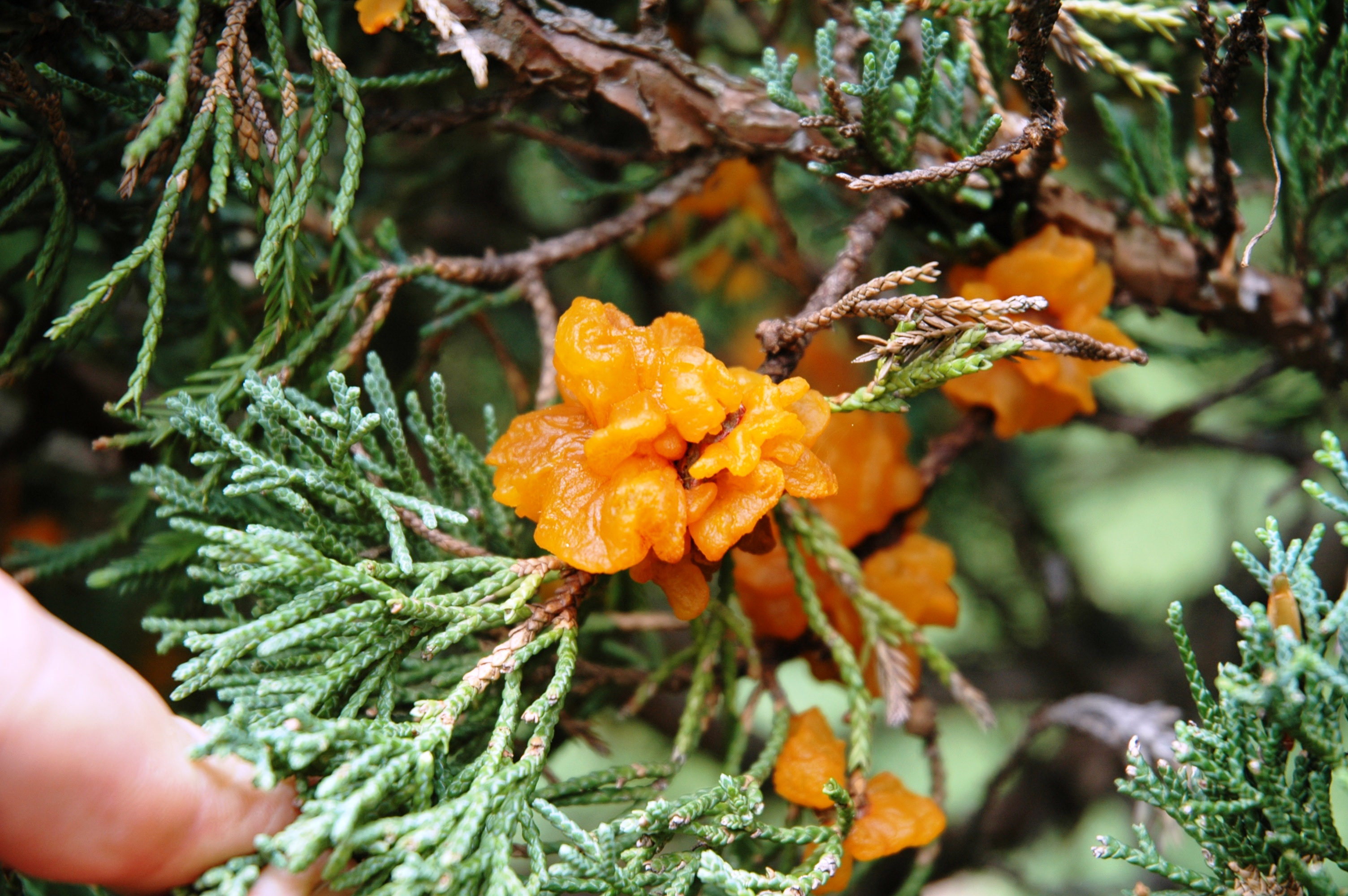
Гриб Gymnosporangium juniperi-virginianae

Вражається грибом Gymnosporangium juniperi-virginianae, що утворює гали на гілках.